# پارک ملی ساماکو ناپو-گالراس
پارک ملی ساماکو ناپو-گالراس (به اسپانیایی: Parque nacional Sumaco Napo-Galeras) یک پارک ملی در اکوادور است.